# Gouvernement Napoléon III (3)
Pour les articles homonymes, voir Gouvernement Louis-Napoléon Bonaparte.
 (juillet 2017).
Si vous disposez d'ouvrages ou d'articles de référence ou si vous connaissez des sites web de qualité traitant du thème abordé ici, merci de compléter l'article en donnant les références utiles à sa vérifiabilité et en les liant à la section « Notes et références ».
Second Empire
Gouvernement Louis-Napoléon Bonaparte II Gouvernement Napoléon III (4)
Le troisième gouvernement Napoléon III dure du 2 décembre 1852 au 17 juillet 1869.
Sous le Second Empire les ministres sont nommés et révoqués à la guise de l'empereur. Les ministres sont responsables individuellement devant lui et il n'y a pas de solidarité gouvernementale au sens moderne du terme.

## Ministres nommés le 2 décembre 1852
- Ministre d'État : Achille Fould
- Ministre de la Justice : Jacques Pierre Abbatucci
- Ministre des Affaires étrangères : Édouard Drouyn de Lhuys
- Ministre de l'Intérieur : Victor de Persigny
- Ministre de la Police générale : Charlemagne de Maupas
- Ministre des Finances : Jean-Martial Bineau
- Ministre de la Guerre : Armand Jacques Leroy de Saint-Arnaud
- Ministre de la Marine et des Colonies : Théodore Ducos
- Ministre de l'Instruction publique et des Cultes : Hippolyte Fortoul
- Ministre des Travaux publics : Pierre Magne
- Ministre de l'Agriculture du Commerce et des Beaux-Arts : Victor de Persigny

## Remaniements

### Remaniement du 14 décembre 1852
- Ministre de la Maison de l'Empereur : Achille Fould jusqu'au 23 novembre 1860

### Remaniement du 14 février 1853
- Ministre des Beaux-Arts : Achille Fould

### Remaniement du 23 juin 1853
- Ministre de l'Agriculture, du Commerce et des Travaux publics : Pierre Magne jusqu'au 2 février 1855

### Remaniement du 11 mars 1854
- Ministre de la Guerre : Jean-Baptiste Philibert Vaillant

### Remaniement du 23 juin 1854
- Ministre de l'Intérieur : Adolphe Billault

### Remaniement du 3 février 1855
- Ministre des Finances : Pierre Magne
- Ministre de l'Agriculture, du Commerce et des Travaux publics : Eugène Rouher

### Remaniement du 27 mars 1855
- Ministre de la Marine et des Colonies : par intérim : Jacques-Pierre Abbatucci

### Remaniement du 19 avril 1855
- Ministre de la Marine et des Colonies : Ferdinand Hamelin

### Remaniement du 7 mai 1855
- Ministre des Affaires étrangères : Alexandre Florian Joseph Colonna Walewski

### Remaniement du 7 juin 1856
- Ministre de l'Instruction publique et des Cultes par intérim : Jean-Baptiste Philibert Vaillant

### Remaniement du 13 août 1856
- Ministre de l'Instruction publique et des Cultes : Gustave Rouland

### Remaniement du 16 novembre 1857
- Ministre de la Justice : Ernest de Royer

### Remaniement du 7 février 1858
- Ministre de l'Intérieur : Charles-Marie-Esprit Espinasse

### Remaniement du 14 juin 1858
- Ministre de l'Intérieur : Claude Alphonse Delangle

### Remaniement du 24 juin 1858
- Ministre de la Marine : Ferdinand Hamelin
- Ministre de l'Algérie et des Colonies : Napoléon Joseph Charles Paul Bonaparte

### Remaniement du 7 mars 1859
- Ministre de l'Algérie et des Colonies par intérim : Eugène Rouher

### Remaniement du 24 mars 1859
- Ministre de l'Algérie et des Colonies par intérim : Prosper de Chasseloup-Laubat jusqu'au 24 novembre 1860

### Remaniement du 5 mai 1859
- Ministre de la Justice : Claude Alphonse Delangle
- Ministre de l'Intérieur : Louis Arrighi de Casanova
- Ministre de la Guerre : Jacques Louis Randon

### Remaniement du1ernovembre 1859
- Ministre de l'Intérieur : Adolphe Billault

### Remaniement du 4 janvier 1860
- Ministre des Affaires étrangères par intérim : Pierre Jules Baroche

### Remaniement du 24 janvier 1860
- Ministre des Affaires étrangères : Édouard Thouvenel

### Remaniement du 23 novembre 1860
- Ministre d'État : Alexandre Florian Joseph Colonna Walewski
- Ministre des Beaux-Arts : Alexandre Florian Joseph Colonna Walewski

### Remaniement du 24 décembre 1860
- Ministre de la Marine et des Colonies : Prosper de Chasseloup-Laubat

### Remaniement du 26 novembre 1860
- Ministre de l'Intérieur : Victor de Persigny
- Ministre des Finances : Adolphe de Forcade Laroquette
- Ministres sans portefeuille : Adolphe Billault et Pierre Magne jusqu'au 30 mars 1863

### Remaniement du 3 décembre 1860
- Ministres sans portefeuille : Pierre Jules Baroche jusqu'au 23 juin 1863

### Remaniement du 4 décembre 1860
- Ministre de la Maison de l'Empereur : Jean-Baptiste Philibert Vaillant

### Remaniement du 14 novembre 1861
- Ministre des Finances : Achille Fould

### Remaniement du 15 octobre 1862
- Ministre des Affaires étrangères : Édouard Drouyn de Lhuys

### Remaniement du 23 juin 1863
- Ministre présidant le Conseil d'État : Eugène Rouher
- Ministre d'État : Adolphe Billault
- Ministre de la Justice : Pierre Jules Baroche
- Ministre de l'Intérieur : Paul Boudet (homme politique)
- Ministre de l'Instruction publique : Victor Duruy
- Ministre des Cultes : Pierre Jules Baroche
- Ministre de l'Agriculture, du Commerce et des Travaux publics : Louis Henri Armand Behic
- Ministre des Beaux-Arts : Jean-Baptiste Philibert Vaillant

### Remaniement du 18 octobre 1863
- Ministre présidant le Conseil d'État : Gustave Rouland
- Ministre d'État : Eugène Rouher

### Remaniement du 28 septembre 1864
- Ministre présidant le Conseil d'État : Adolphe Vuitry

### Remaniement du 28 mars 1865
- Ministre de l'Intérieur : Charles de La Valette

### Remaniement du1erseptembre 1866
- Ministre des Affaires étrangères : par intérim du 1er septembre au 2 octobre : Charles de La Valette
- Ministre des Affaires étrangères : Léonel de Moustier

### Remaniement du 20 janvier 1867
- Ministre des Finances : Eugène Rouher
- Ministre de la Guerre : Adolphe Niel jusqu'au 13 août 1869
- Ministre de la Marine et des Colonies : Charles Rigault de Genouilly
- Ministre de l'Agriculture, du Commerce et des Travaux publics : Adolphe de Forcade Laroquette

### Remaniement du 13 novembre 1867
- Ministre de l'Intérieur : Ernest Pinard
- Ministre des Finances : Pierre Magne

### Remaniement du 17 décembre 1868
- Ministre des Affaires étrangères : Charles de La Valette
- Ministre de l'Intérieur : Adolphe de Forcade Laroquette
- Ministre de l'Agriculture, du Commerce et des Travaux publics : Edmond Humblot